# Josefinelust

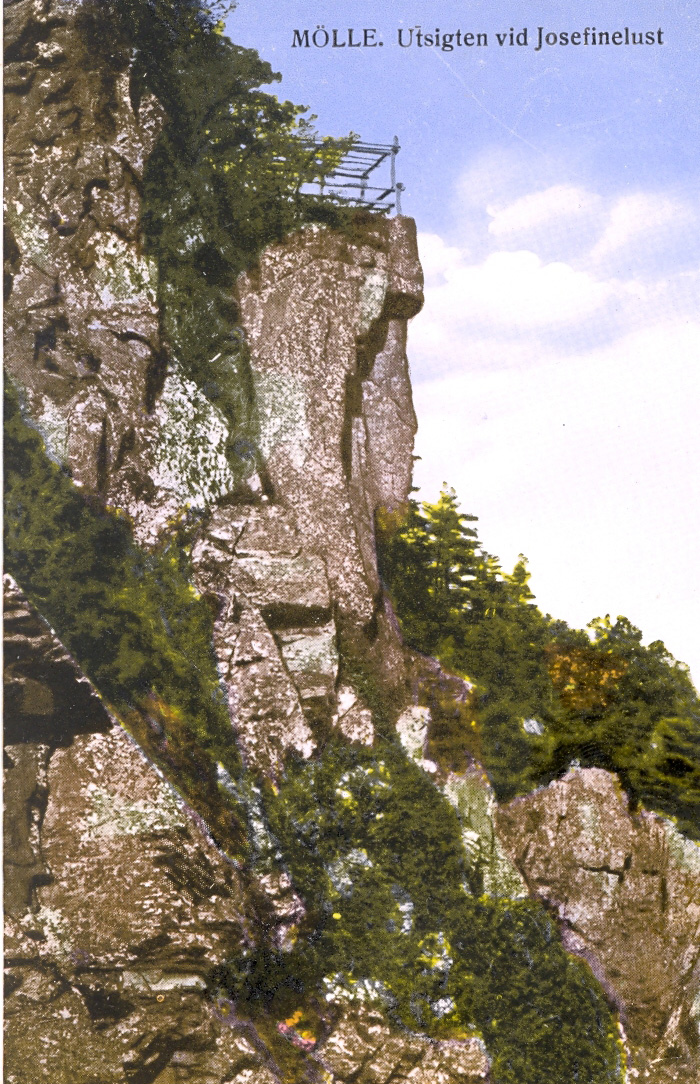
Utsiktspunkten vid Josefinelust

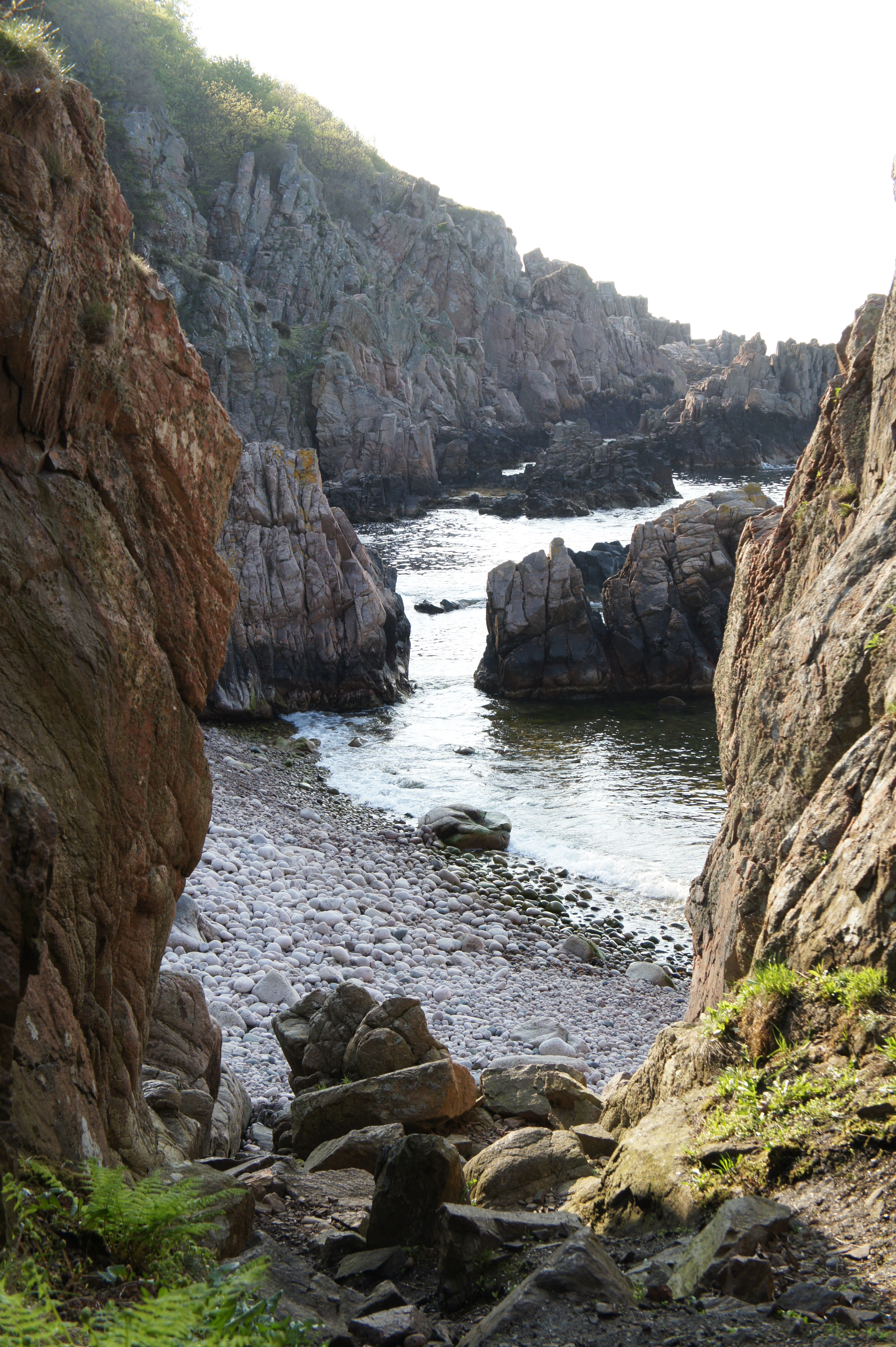
Malen vid Josefinelust

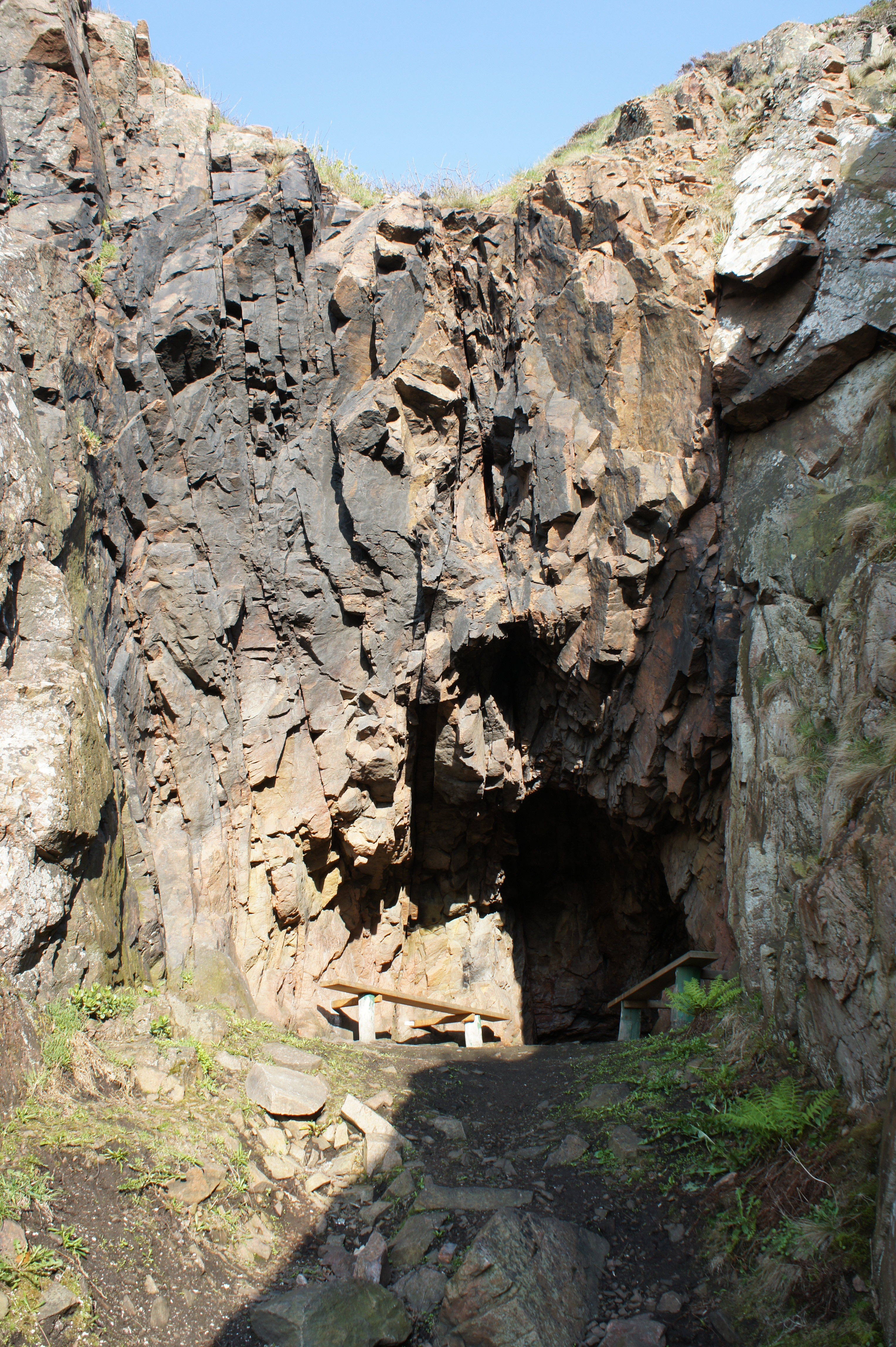
Större Josefinelustgrottan

Josefinelust är en ravin och strandmal inom Kullabergs naturreservat i Höganäs kommun.
Platsen är uppkallad efter Oscar I:s drottning Josefina, som vid ett besök den 30 augusti 1865 tyckte om naturskönheten här, och därför fick platsen sitt namn efter henne. Före namnändringen kallades platsen Möllebäcksmalen, då Möllebäcken rinner ut här.
Josefinelust är känd för den fina utsikten och de många lättillgängliga grottorna som finns här. Josefinelust har också en liten badplats och  snorklingsmöjligheter.
I Josefinelust finns fem grottor. Fredrik VII:s grotta har namn efter den danske kungen som år 1852 besökte området. Den är 6 m djup och har tidvis varit bebodd. Större Josefinelustgrottan är den mest besökta grottan på Kullaberg och är försedd med inredning i form av bänkar och bord som tillkommit på senare tid. Mindre Josefinelustgrottan är en grotta som tidvis varit bebodd sedan äldre stenåldern. Trollhålet är Kullabergs djupaste grotta, karterad till 50 m. Den är resultatet av förskjutning av ett bergsparti och är därför av typen sprickgrotta. Oscarsgrottan med vinkällaren ligger längst österut och är numera delvis raserad. Den har fått sitt namn av kung Oscar II, vilken som kronprins besökte grottan den 9 augusti 1868 och då lät hugga in sitt namnchiffer på grottans vägg.
Ovanför Josefinelust finns en utkiksplats som värdshusinnehavaren på Kullagården, Gustaf Elfverson, lät iordningställa. Det var också Elfverson som lät anlägga trapporna ner till malen och inredningen i Större Josefinelustgrottan.